# Catalina Casanova y Navarro
Catalina María Casanova y Navarro (Cuevas de Almanzora, Almería, 1831 - Almanzora, ibídem, 13 de abril de 1914) 1.ª condesa de Algaida y marquesa consorte de Almanzora, fue una noble española.

## Biografía
Procedía de una familia de larga tradición en el vizcondado de Sola, en Navarra, cuyos antepasados probaron su hidalguía en 1706 (Pedro de Saura Casanova) y 1793 (Francisco de Paula de Casanova). La familia emigró a Almería en el siglo XVIII donde una rama administraría los bienes del marquesado de los Vélez. 
Hija de Francisco Casanova Navarro y de María Josefa Navarro Pérez y nieta de Ginés Casanova García de Mulas, regidor de Cuevas. Fue prima hermana del coronel Ginés Casanova Soler,  condecorado con la Medalla de la Batalla de Peracanes (1840), caballero de la Real y Militar Orden de San Fernando de primera clase (1848), caballero de la Real y Militar Orden de San Hermenegildo (1855), Encomienda de Isabel la Católica (1860), Medalla de Distinción del Ejército de África (1866), Cruz y Placa de la Orden Militar de San Hermenegildo (1872), Cruz Roja de 2.ª clase por servicios de guerra (1872) y la Cruz Blanca de tercera clase con motivo del regio enlace (1878).
El 27 de octubre de 1848  contrajo matrimonio con Antonio Abellán Peñuela, 1.er marqués de Almanzora, con el que tuvo tres hijos: Pedro, poeta y músico que recorrió Europa dando conciertos y murió joven; Dolores, que heredaría el título de condesa de la Algaida de su madre y Antonio María, segundo de los marqueses de Almanzora.
Según las crónicas, fue una persona de carácter sencillo y agarrado, y tuvo una gran influencia en la trayectoria y éxitos políticos y económicos de su marido. Estableció por su parte asignaciones mensuales destinadas a centros benéficos que atendían principalmente a ancianos, dedicó parte de su patrimonio a la restauración y enriquecimiento de templos católicos en Cuevas de Almanzora, Pulpí, Cantoria y Tíjola, y cedió gratuitamente la finca para la construcción de la estación de Cantoria, situada sobre la línea férrea Murcia-Granada. Fue asimismo condueña de diversas sociedades.
Estas acciones llevaron al Ayuntamiento de Tíjola a solicitar de María Cristina de Habsburgo-Lorena, regente de Alfonso XIII, la honra de un título, lo que se hace realidad el 11 de junio de 1887, cuando se le concede el condado de Algaida, a partir del nombre de una propiedad que su familia poseía en Tíjola.
Tras la muerte de su marido, en 1903, fijó definitivamente su residencia en el Palacio de Almanzora, en cuya remodelación había participado desde su adquisición en 1860 y cuyas propiedades administró. Allí falleció el 13 de abril de 1914, y fue sepultada en el Cementerio Municipal de Cantoria.
Actualmente los títulos de 4.º marqués de Almanzora y 4.º conde de Algaida son ostentados por José Antonio Abellán y Marichalar, tataranieto de Catalina Casanova y Navarro.